# Robert Emmijan
Robert Emmijan (ros. Роберт Жирайрович Эммиян, arm. Ռոբերտ Էմմիյան; ur. 16 lutego 1965 w Leninakanie) – radziecki, a później armeński lekkoatleta, skoczek w dal, rekordzista Europy, dwukrotny uczestnik letnich igrzysk olimpijskich (Seul 1988, Atlanta 1996).
Emmijan jest najbardziej znany ze swojego skoku na odległość 8,86 m, który oddał 22 maja 1987 w Cachkadzorze, a który jest aktualnym rekordem Europy oraz czwartym najlepszym wynikiem w historii.
Poza tym Emmijan zdobywał również medale ważnych międzynarodowych imprez: srebrny medal mistrzostw świata w 1987, złoty medal mistrzostw Europy w 1986, a także cztery medale halowych mistrzostw Europy: dwa złote (1986, 1987) i dwa brązowe (1984, 1990). Jego wynik osiągnięty podczas mistrzostw Starego Kontynentu - 8,41 m na otwartym stadionie - pozostał do 2010 rekordem mistrzostw Europy, zaś 8,49 m uzyskane w hali poprawiony został dopiero w 2009.
Po rozpadzie ZSRR Emmijan startował w barwach Armenii, ale był już wówczas w słabszej formie i nie zdobył dla swojej ojczyzny żadnego medalu. W 2010 został prezydentem armeńskiej federacji lekkoatletycznej.